# Dendronephthya tixierae
Dendronephthya tixierae är en korallart som beskrevs av Jean-Loup d'Hondt 1977. Dendronephthya tixierae ingår i släktet Dendronephthya och familjen Nephtheidae. Inga underarter finns listade i Catalogue of Life.